# 黔灵山冬青
黔灵山冬青（学名：Ilex qianlingshanensis）为冬青科冬青属的植物，是中国的特有植物。分布于中国大陆的贵州等地，目前已由人工引种栽培。